# Constitució de l'Índia

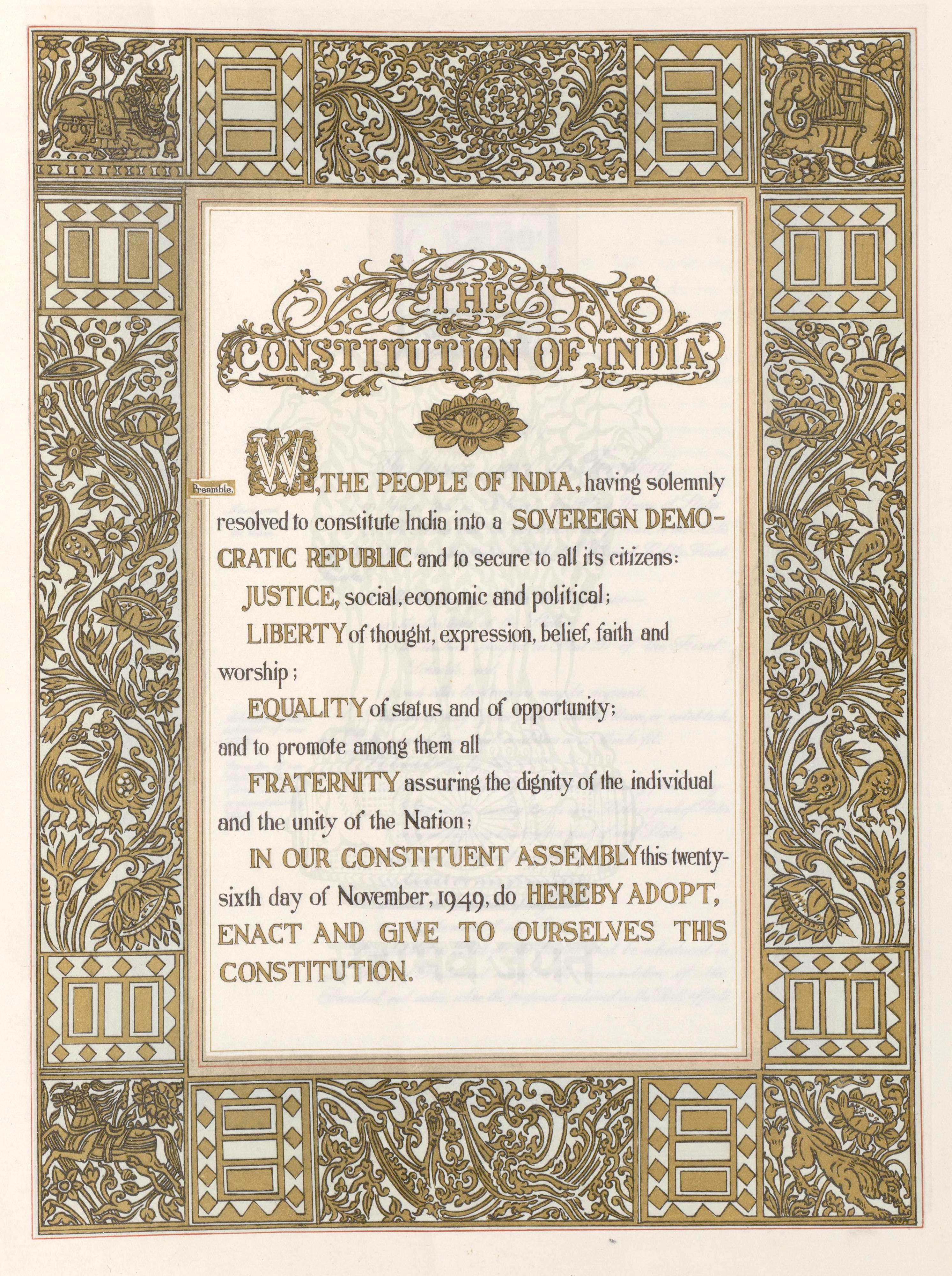
El text original del Preàmbul, obra de Beohar Rammanohar Sinha, abans de la 42a esmena de la Constitució.

La Constitució de l'Índia és la llei suprema de l'Índia. En aquest cos s'hi defineix el marc jurídic, amb els principis polítics fonamentals, l'estructura, els procediments, els poders i els deures de les institucions governamentals, a més d'establir els drets fonamentals, els principis directius i els deures dels ciutadans. Es tracta de la constitució escrita més llarga del món. L'estat està regit per aquest text. B. R. Ambedkar n'està considerat com el seu principal artífex.

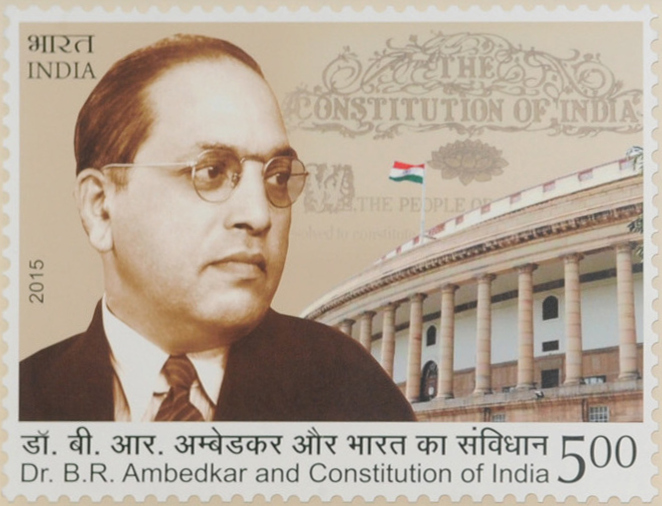
The Constitution of India and its architect B. R. Ambedkar on a 2015 postage stamp of India

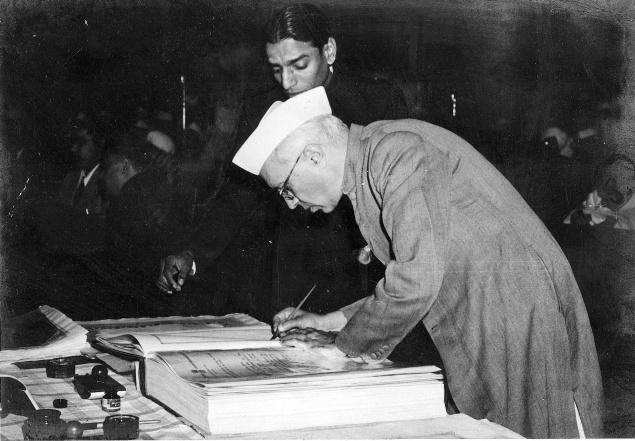
Jawaharlal Nehru firmant la Constitució

En aquest document s'exposa la supremacia de la Constitució, per sobre de la sobirania parlamentària, ja que no va estar redactada per part del Parlament, sinó que ho va fer una Assemblea Constituent, i posteriorment adoptada pel poble, a través d'una declaració al preàmbul. Així, el Parlament no pot canviar la Constitució.
Va ser adoptada per la Assemblea Constituent de l'Índia el 26 de novembre de 1949, entrant en funcionament el 26 de gener de 1950. Amb la seva adopció, la Unió de l'Índia es va convertir en la moderna República de l'Índia, i substituint la Llei de govern de l'Índia de 1935 com el document fonamental de govern del país. Per assegurar l'autoctonisme governamental, els autors de la constitució van eliminar totes les lleis del Parlament britànic anteriors, mitjançant l'article 395 de la constitució. Índia celebra anualment l'entrada en funcionament de la Constitució, el 26 de gener, en el conegut com a Dia de la República.
La Constitució declara Índia com una república sobirana, socialista, secular, i democràtica, assegurant als seus ciutadans justícia, igualtat i lliberatat, encoratjant-los a exercir la fraternitat entre ells.

## Antecedents
La major part del subcontinent indi va estar sota domini britànic entre 1857 i 1947. Quan la Constitució de l'Índia va entrar en funcions, el 26 de gener de 1950, va substituir la Llei d'independència de l'Índia de 1947. Índia va deixar de ser un domini de la Corona britànica i va convertir-se en una república sobirana. El dia 26 de gener es va escollir per commemorar la declaració de Purna Swaraj, de 1930.
Els articles 5, 6, 7, 8, 9, 60, 324, 366, 367, 379, 380, 388, 391, 392, 393 i 394 de la Constitució van entrar en funcions el 26 de novembre de 1949, mentre que la resta ho van fer el 26 de gener de 1950.